# Arquidiocese de Toronto
A Arquidiocese de Toronto (Archidiœcesis Torontina) é uma arquidiocese da Igreja Católica situada em Toronto, no Canadá. É fruto da elevação da Diocese de Toronto, antes Diocese do Canadá Superior. Seu atual arcebispo é Frank Leo. Sua Sé é a Catedral de São Miguel.
Possuía, em 2010, 217 paróquias servidas por 825 padres, contando com 34% da população jurisdicionada batizada.

## História
A Diocese do Canadá Superior foi criada em 17 de dezembro de 1841 pelo breve apostólico Inter multiplices do Papa Gregório XVI, ganhando território da diocese de Kingston (hoje Arquidiocese). Originalmente, ela não tinha uma sé definida e era sufragânea da Arquidiocese de Quebec.
Em 20 de setembro de 1842 com o breve Cum per similes do mesmo Papa Gregório XVI, a sede da diocese foi criada em Toronto e da diocese foi renomeada para Diocese de Toronto.
Em 21 de fevereiro de 1855 deu uma parte de seu território, para o benefício da ereção da diocese de London .
Em 29 de fevereiro de 1856 cedeu outro pedaço de território em favor da ereção da diocese de Hamilton.
Em 18 de março de 1870 foi elevada à categoria de arquidiocese metropolitana pelo breve Ex debito Summi Apostolatus do Papa Pio IX.
Em 22 de novembro de 1958 cede outra parte de seu território, para o benefício da ereção da Diocese de Saint Catharines.

## Episcopados
| #                   | Nome                                               | Período    | Notas                                      |
| Arcebispos          | Arcebispos                                         | Arcebispos | Arcebispos                                 |
| ------------------- | -------------------------------------------------- | ---------- | ------------------------------------------ |
| 11º                 | Frank Cardeal Leo                                  | 2023-atual |                                            |
| 10º                 | Thomas Christopher Cardeal Collins                 | 2006-2023  |                                            |
| 9º                  | Aloysius Matthew Cardeal Ambrozic †                | 1990-2006  |                                            |
| 8º                  | Gerald Cardeal Emmett Carter †                     | 1978-1990  |                                            |
| 7º                  | Philip Francis Pocock †                            | 1971-1978  |                                            |
| 6º                  | James Charles Cardeal McGuigan †                   | 1934-1971  |                                            |
| 5º                  | Neil McNeil †                                      | 1912-1934  |                                            |
| 4º                  | Fergus Patrick McEvay †                            | 1908-1911  |                                            |
| 3º                  | Dennis T. O'Connor, C.S.B. †                       | 1899-1908  |                                            |
| 2º                  | John Walsh †                                       | 1889-1898  |                                            |
| 1º                  | John Joseph Lynch, C.M. †                          | 1870-1888  |                                            |
| Arcebispo-coadjutor |                                                    |            |                                            |
|                     | Alojzij Ambrožič †                                 | 1986-1990  |                                            |
|                     | Philip Francis Pocock †                            | 1961-1971  |                                            |
| Bispos auxiliares   |                                                    |            |                                            |
|                     | Robert Michael Kasun, C.S.B.                       | 2016-atual |                                            |
|                     | Wayne Joseph Kirkpatrick                           | 2012-2019  | Nomeado Bispo de Antigonish                |
|                     | William Terrence McGrattan                         | 2009-2014  | Nomeado Bispo de Peterborough              |
|                     | Vincent Nguyễn Mạnh Hiếu                           | 2009-atual |                                            |
|                     | Peter Joseph Hundt                                 | 2006-2011  | Nomeado Bispo de Corner Brook and Labrador |
|                     | Daniel Joseph Bohan                                | 2003-2005  | Nomeado Arcebispo de Regina                |
|                     | Richard John Grecco                                | 2002-2008  | Nomeado Bispo de Charlottetown             |
|                     | John Anthony Boissonneau                           | 2001-atual |                                            |
|                     | Anthony Giroux Meagher                             | 1997-2002  | Nomeado Arcebispo de Kingston              |
|                     | John Stephen Knight                                | 1992-2000  |                                            |
|                     | Nicola de Angelis, C.F.I.C.                        | 1992-2002  | Nomeado Bispo de Peterborough              |
|                     | Leonard James Wall                                 | 1979-1992  | Nomeado Arcebispo de Winnipeg              |
|                     | Robert Bell Clune                                  | 1979-1995  |                                            |
|                     | Alojzij Ambrožič †                                 | 1976-1986  | Elevado a Arcebispo-coadjutor              |
|                     | Thomas Benjamin Fulton                             | 1968-1978  | Nomeado Bispo de Saint Catharines          |
|                     | Francis Anthony Marrocco                           | 1955-1968  | Nomeado Bispo de Peterborough              |
|                     | Francis Valentine Allen                            | 1954-1977  |                                            |
|                     | Benjamin Ibberson Webster                          | 1946-1954  | Nomeado Bispo de Peterborough              |
|                     | Thomas Timothy O’Mahony                            | 1879-1892  |                                            |
| Bispos              |                                                    |            |                                            |
| 3º                  | John Joseph Lynch, C.M. †                          | 1860-1870  |                                            |
| 2º                  | Armand-François-Marie de Charbonnel, O.F.M. Cap. † | 1850-1860  |                                            |
| 1º                  | Michael Power †                                    | 1841-1847  |                                            |
| Bispo-coadjutor     |                                                    |            |                                            |
|                     | John Joseph Lynch, C.M. †                          | 1859-1860  |                                            |